# Alberto Lattuada (disegnatore)
Alberto Lattuada (Caronno Pertusella, 1926 – Caronno Pertusella, 26 gennaio 2014) è stato un disegnatore italiano.

## Biografia
Il suo esordio nel campo della moda e dell'illustrazione avviene nei primi anni '50, quando, dopo aver abbandonato gli studi di architettura, propone alcuni disegni alla rivista «Marie Claire» che li pubblicò subito, dando inizio alla collaborazione con il settimanale di moda.
Il suo contributo fu molto importante per la rinascita dell'illustrazione di moda che all'epoca era in declino a causa della sempre più importante presenza della fotografia.
La stilista Jole Veneziani nota i suoi disegni e gli chiede di disegnare per lei qualche pelliccia. Da questo momento inizia un doppio percorso, quello di illustratore di moda e di creatore di moda.
Già in questi primi anni Cinquanta divenne noto a livello internazionale: illustra le collezioni francesi per il Segretariato Internazionale della Lana (IWS) di Parigi e Milano e, dal 1955 disegna per il quotidiano americano «Women’s Wear Daily», con il quale collabora per molti anni con il compito di illustrare i modelli italiani.
Tra gli anni Cinquanta e Settanta disegna per molte testate femminili italiane dell'epoca, come «Novità», «Bellezza», «Successo», «Annabella», «Grazia», «La moda», «Vogue» e «Harper’s Bazaar», documentando e descrivendo le collezioni in passerella.
Negli anni Settanta e Ottanta entra a fare parte della redazione del mensile «Linea Italiana» e inizia a illustrare gli album di «Pitti Filati». I suoi disegni iniziano ad acquistare più forza e il segno diventa sempre più netto.
Disegna collezioni per molti marchi importanti presenti nella Sala Bianca di Palazzo Pitti, dall’alta moda al prêt-à-porter.
Nella prima metà degli anni Sessanta realizza alcuni bozzetti per Krizia e dalla fine di quel decennio inizia la sua collaborazione con Mila Schön e Albertina. 
Fu uno dei primi a proporre uno stile sportivo e insieme sofisticato anche per la sera, unendo l’eleganza al casual. Attraverso i suoi disegni propose una nuova immagine femminile, caratterizzata da una donna dura, androgina e mascolina, all’epoca criticata, ma che presto si rivelò in anticipo sui tempi.
Nel 1992 abbandona il mondo della moda per dedicarsi all'insegnamento, entrando a far parte del corpo docenti del Polimoda di Firenze dove insegna disegno di moda.
Lattuada graficamente interpreta la moda contemporanea e passata con un tratto stilistico personalissimo, visionario e realistico insieme, sempre in bilico tra realtà e immaginazione. Un tratto elegante, raffinato, ma allo stesso tempo graffiante e incisivo, attraverso il quale riesce a dare movimento ed espressività alle sue figure. I suoi disegni, nonostante quella apparente semplicità e ingenuità, sono estremamente sofisticati e colti, caratterizzati da continui rimandi culturali, sia musicali che letterari, sia artistici che cinematografici.
Nel 2006 Lattuada abbandona l’insegnamento, ma continua a disegnare fino agli ultimissimi giorni della sua vita, inventando sempre nuove figure e cimentandosi ad esplorare nuove modalità di disegnare attraverso diversi supporti, per proprio diletto. 

## Archivio
L'archivio, conservato presso il Centro interdipartimentale dell'Università degli Studi di Milano, comprende un migliaio di disegni di Alberto Lattuada e documentazione miscellanea in 34 cartelle.